# Hypericum confertum
Hypericum confertum är en johannesörtsväxtart. Hypericum confertum ingår i släktet johannesörter, och familjen johannesörtsväxter.

## Underarter
Arten delas in i följande underarter:
- H. c. confertum
- H. c. stenobotrys